# IC 1624
IC 1624 — галактика типу OCL (розпилене скупчення) у сузір'ї Тукан.
Цей об'єкт міститься в оригінальній редакції індексного каталогу.